# Elecciones presidenciales de Austria de 1986
Las elecciones presidenciales se celebraron en Austria el 4 de mayo de 1986 con una segunda ronda el 8 de junio de 1986. Kurt Waldheim, exsecretario General de las Naciones Unidas, apoyado por el Partido Popular de Austria fue elegido. Tras la victoria de Waldheim, el canciller Fred Sinowatz y otros miembros del gobierno del derrotado Partido Socialista renunciaron, entre ellos el ministro de Relaciones Exteriores Leopold Gratz, quien dijo "me niego a dirigir el Ministerio de Relaciones Exteriores austríaco en la defensa del presidente Waldheim".

## Antecedentes
La elección presidencial de 1986 fue la primera en la que ya no existía la obligación de votar a nivel federal. Sin embargo, la abolición del sistema electoral obligatorio fue dejada a los estados federales, algunos de los cuales aún mantuvieron el requisito electoral durante años (el último hasta 2010). En comparación con las últimas elecciones presidenciales de 1980, la participación electoral cayó sólo marginalmente (de 91,6% a 89,5% en la primera ronda de 1986).

## Candidatos
El expresidente alemán, Rudolf Kirchschläger, no pudo volver a hacer elecciones, como lo exigía la constitución. El exsecretario General de las Naciones Unidas Kurt Waldheim, Kurt Steyrer, Freda Meissner-Blau y Otto Scrinzi. Después de su fracasado intento en la elección de 1971, Waldheim tercio por segunda vez para la presidencia. La campaña electoral fue superada por el astuto Waldheim.
- Kurt Waldheim, oficialmente independiente, apoyado por el ÖVP
- Kurt Steyrer del SPÖ,
- Freda Meissner-Blau de los Verdes
- Otto Scrinzi del FPÖ

## Resultados
| Candidato           | Partido                             | 1.ª vuelta | 1.ª vuelta | 2.ª vuelta | 2.ª vuelta |
| Candidato           | Partido                             | Votos      | Porcentaje | Votos      | Porcentaje |
| ------------------- | ----------------------------------- | ---------- | ---------- | ---------- | ---------- |
| Kurt Waldheim       | Partido Popular Austríaco           | 2,343,463  | 49.65      | 2,464,787  | 53.91      |
| Kurt Steyrer        | Partido Social Demócrata de Austria | 2,061,104  | 43.67      | 2,107,023  | 46.09      |
| Freda Meissner-Blau | Los Verdes-La Alternativa Verde     | 259,689    | 5.5        |            |            |
| Otto Scrinzi        | Partido de la Libertad de Austria   | 55,724     | 1.18       |            |            |
| Votos válidos       | Votos válidos                       | 4,719,980  | 100.00     | 4,571,810  | 100.00     |
| -> Votos nulos      | -> Votos nulos                      | 144,729    |            | 174,039    |            |
| -> Participación    | -> Participación                    | 4,864,709  | 89.48      | 4,745,849  | 87.29      |
| Registrados         | Registrados                         | 5,436,846  |            | 5,436,846  |            |

- Datos: Q4825528
- Multimedia: 1986 Austrian presidential election / Q4825528